# Музыка острова Пасхи

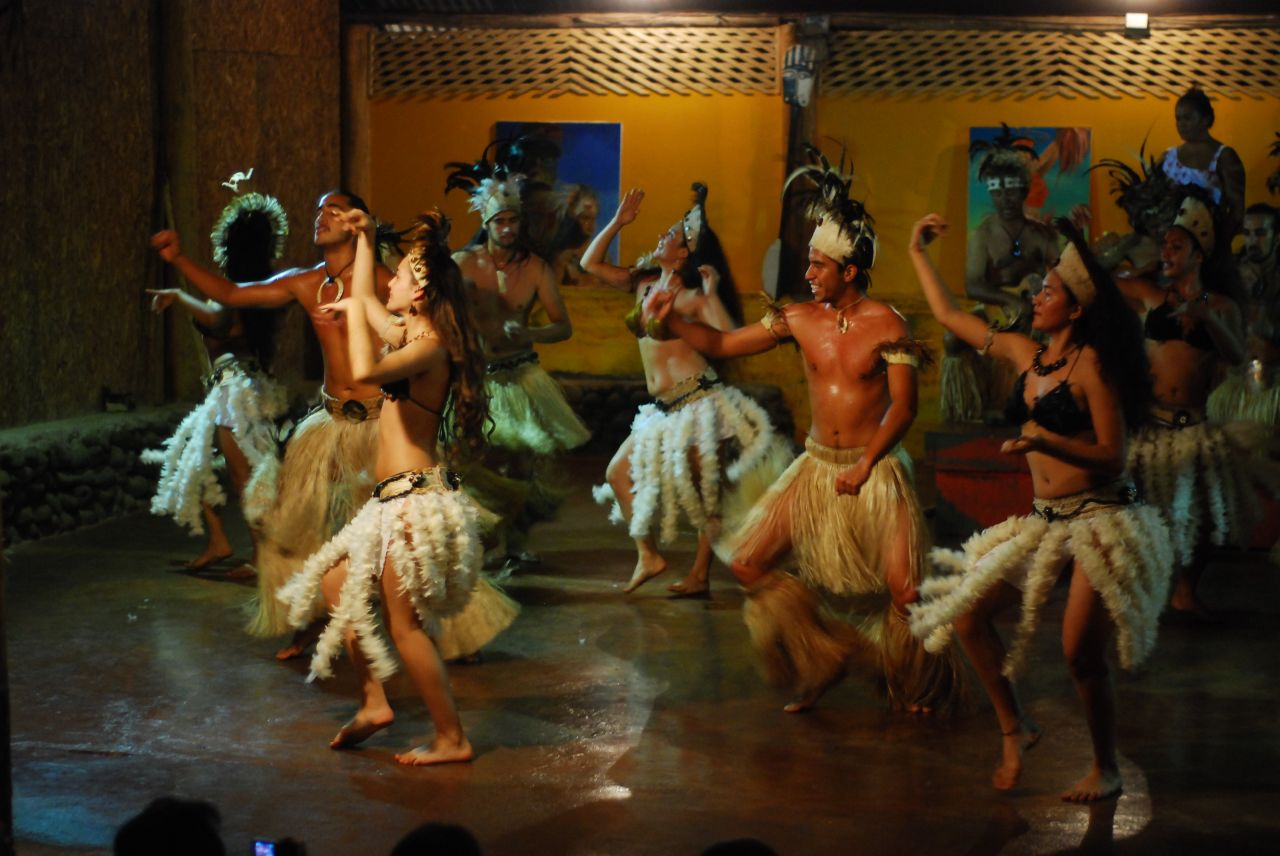
Традиционные танцы рапануйцев.

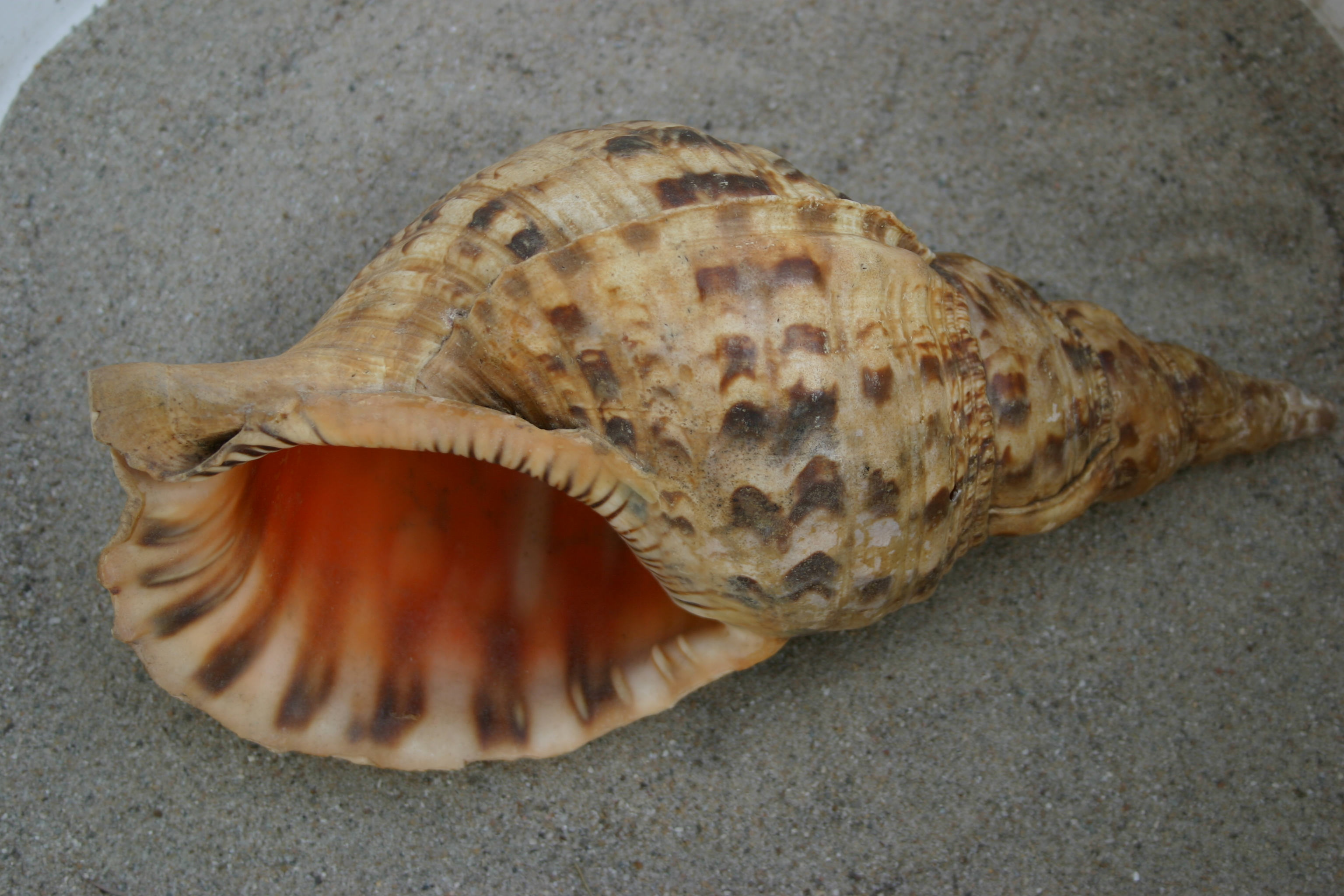
Раковина Харонии тритон — одна из самых знаменитых и часто используемых для изготовления духового музыкального инструмента, называемого конх.

Остров Пасхи (рап. Rapa Nui, исп. Isla de Pascua) — небольшой остров, находящийся в Тихом океане, является специальной территорией государства Чили. Население острова 3 700 человек, в основном рапануйцы и чилийцы.
Традиционная музыка с острова состоит из хорового пения, и схожа по классификации с таитянской музыкой. Семьи часто выступают как хоры, соревнуясь в горячо оспариваемых ежегодных концертах, проходящих на острове. Они сопровождаются игрой на трубе из раковины моллюска и ударных. Другие инструменты включают в себя кауаху (сделанные из челюстной кости лошади), аккордеон, и специальные камни, которыми хлопали друг о друга с ударным эффектом. Также у рапануйцев существует танец упаупа.
Из-за постоянных контактов с Чили и другими странами Южной Америки, латиноамериканская музыка имела влияние на музыку на острове Пасхи. Танго, например, появившись на острове Пасхи приобрело более специфический стиль, который теперь называют Рапа-Нуи танго, характеризуется простым аккомпанементом гитары вместе с неистовым бандонеоном.